# Lamine Wade
Lamine Wade (ur. 31 lipca 1943) – senegalski judoka. Olimpijczyk z Monachium 1976, gdzie trzynaste miejsce w wadze półśredniej.
Uczestnik mistrzostw świata w 1971. Brązowy medalista igrzysk afrykańskich w 1973 i 1978 roku.

## Letnie Igrzyska Olimpijskie 1976
| Konkurencja | Eliminacje            | Klas. końcowa |
| Konkurencja | Przeciwnik I          | Miejsce       |
| ----------- | --------------------- | ------------- |
| 70 kg       | John Van Hoek (AUS) P | 13.           |